# Justin Raimondo
Justin Raimondo (18. listopadu 1951, White Plains, New York, USA – 27. června 2019, Sebastopol, Kalifornie) byl americký politický aktivista, libertarián s některými konzertivními názory a zakladatel Antiwar.com.
V roce 1995 založil v reakci na intervencionistickou zahraniční politiku Clintonovy administrativy Antiwar.com. V roce 1996 neúspěšně kandidoval proti Nancy Pelosi do Sněmovny reprezentantů. V minulosti podporoval všechny tři prezidentské kampaně Pata Buchanana, v roce 2004 kampaň Ralpha Nadera a v roce 2008 patřil mezi nejvýraznější stoupence Rona Paula.
Justin Raimondo byl homosexuál, ale jako libertarián nepodporoval různé požadavky homosexuálních aktivistů.
Raimondo je autorem několika knih a jeho texty vycházely v řadě tištěných časopisů i online magazínech, např. The American Conservative, Chronicles magazine či Taki's Top Drawer.